# Diocesi di Ceciri
La diocesi di Ceciri (in latino Dioecesis Caeciritana) è una sede soppressa e sede titolare della Chiesa cattolica.

## Storia
Ceciri, nell'odierna Tunisia, è un'antica sede episcopale della provincia romana dell'Africa Proconsolare, suffraganea dell'arcidiocesi di Cartagine.
È sconosciuta la localizzazione di questa città, e le fonti menzionano un solo vescovo, Quobolo, che prese parte al concilio antimonotelita di Cartagine del 646.
Dal 1933 Ceciri è annoverata tra le sedi vescovili titolari della Chiesa cattolica; dal 18 luglio 2003 l'arcivescovo, titolo personale, titolare è Antonio Arcari, già nunzio apostolico nel Principato di Monaco.

## Cronotassi

### Vescovi
- Quobolo † (menzionato nel 646 circa)

### Vescovi titolari
- Celestin Ibáñez y Aparicio, O.F.M. † (13 gennaio 1949 - 18 agosto 1951 deceduto)
- Ramón Masnou Boixeda † (15 agosto 1952 - 2 dicembre 1955 nominato vescovo di Vic)
- Adolfo Servando Tortolo † (5 giugno 1956 - 11 febbraio 1960 nominato vescovo di Catamarca)
- José Maximino Eusebio Domínguez y Rodríguez † (31 marzo 1960 - 18 luglio 1961  nominato vescovo di Matanzas)
- Marcos Gregorio McGrath, C.S.C. † (8 agosto 1961 - 3 marzo 1964 nominato vescovo di Santiago de Veraguas)
- Beato Eduardo Francisco Pironio † (24 marzo 1964 - 19 aprile 1972 nominato vescovo di Mar del Plata)
- Heraldo Camilo A. Barotto † (30 gennaio 1973 - 12 agosto 1983 deceduto)
- Elmer Osmar Ramón Miani † (7 novembre 1983 - 19 dicembre 1989 nominato vescovo di Catamarca)
- Ubaldo Ramón Santana Sequera, F.M.I. (4 aprile 1990 - 2 maggio 1991 nominato vescovo di Ciudad Guayana)
- Rubén Oscar Frassia (26 febbraio 1992 - 22 luglio 1993 nominato vescovo di San Carlos de Bariloche)
- Miklós Beer (8 aprile 2000 - 27 maggio 2003 nominato vescovo di Vác)
- Antonio Arcari, dal 18 luglio 2003